# Guillermo Martínez Fernández
Guillermo Antonio Martínez Fernández (Viña del Mar, 22 de junio de 1947-7 de agosto de 2020) popularmente conocido como Chicomito, fue un futbolista chileno que se desempeñaba como volante derecho. Fue capitán de Everton en 1976, que se alzó con el campeonato nacional. Junto a René Meléndez se encuentra en el pabellón de máximos ídolos de Everton.
El legado de Martinez excede lo deportivo, pues en los años 80 la barra oficial del club tomó su nombre como apelativo. Capitán en Segunda, capitán en Primera y capitán en Copa Libertadores, Martinez encarna el sueño de todo viñamarino. 

## Trayectoria
Volante derecho, muy hábil en el manejo del balón, especialista en tiros libres, Chicomito Martínez hizo su estreno en 1968, luego que Pedro Arancibia y Leonardo Véliz se fueron a Unión Española, ese mismo año subió con Everton a primera división
Se mantuvo en Everton hasta 1980, con dos temporadas en segunda división: 1973 y 1974. En 1981 estuvo medio año en Santiago Wanderers, en el Ascenso, y en 1982 volvió a Everton y donde volvió a la división de honor.
En 1976, Unión Española y Everton definieron el título en dos partidos en el Estadio Nacional. Junto a Leopoldo Vallejos, Mario Galindo, Mario Salinas, Sergio Ahumada, Carlos Cáceres, Jorge Spedaletti y José Luis Ceballos. Empataron 0-0 el primer encuentro y Everton ganó 3-1 el segundo coronándose campeón nacional. El tercer gol nació en un gran pelotazo de Chicomito a Ceballos.

## Clubes
| Club               | País  | Año       |
| ------------------ | ----- | --------- |
| Everton            | Chile | 1968-1980 |
| Santiago Wanderers | Chile | 1981      |
| Everton            | Chile | 1982      |

## Palmarés

### Campeonatos nacionales
| Título           | Club    | País  | Año  |
| ---------------- | ------- | ----- | ---- |
| Primera División | Everton | Chile | 1976 |